# Thymaris niger
Thymaris niger là một loài tò vò trong họ Ichneumonidae.